# Roodstaartbuizerd
De roodstaartbuizerd (Buteo jamaicensis) is een roofvogel behorend tot de familie Acciptridae.

## Kenmerken
Mannelijke roodstaartbuizerds zijn met een lengte van 45-56 cm en een gewicht van 700-1300 gram duidelijk kleiner dan de vrouwelijke vogels, die 50–65 cm lang zijn en 1100–1900 gram wegen.

## Leefwijze
Deze soort vindt zijn prooi door vliegend de grond af te zoeken of door de omgeving af te speuren vanuit een hoge boom of vanaf een telefoonpaal. Wanneer een prooi wordt gezien, vangt de roodstaartbuizerd het dier met een stootduik. Zoogdieren, vogels, reptielen en insecten vallen ten prooi aan deze roofvogel.

## Verspreiding
Deze soort leeft van West-Alaska en Noord-Canada tot Panama en de Antillen. Het leefgebied van de roodstaartbuizerd is zeer gevarieerd en bestaat onder andere uit bossen, savannes en bergweiden.
De soort telt twaalf ondersoorten:
- B. j. alascensis: zuidoostelijk Alaska en zuidwestelijk Canada.
- B. j. harlani: centraal Alaska en noordwestelijk Canada.
- B. j. calurus: westelijk Noord-Amerika en Isla Socorro.
- B. j. borealis: oostelijk Noord-Amerika.
- B. j. suttoni: zuidelijk Baja California.
- B. j. fuertesi: de zuidwestelijke Verenigde Staten en noordelijk Mexico.
- B. j. fumosus: Três Marias (nabij het westelijke deel van Centraal-Mexico).
- B. j. hadropus: centraal Mexico.
- B. j. kemsiesi: van zuidelijk Mexico tot Nicaragua.
- B. j. costaricensis: Costa Rica en westelijk Panama.
- B. j. umbrinus: Florida, de Bahama's en Cuba.
- B. j. jamaicensis: Jamaica, Hispaniola, Puerto Rico en de noordelijke Kleine Antillen.

- Roodstaartbuizerd eet prooi
- Roodstaartbuizerd in de wind
- Roep van de roodstaartbuizerd